# Caroliniella aenescens
Caroliniella aenescens är en skalbaggsart. Caroliniella aenescens ingår i släktet Caroliniella och familjen långhorningar.

## Underarter
Arten delas in i följande underarter:
- C. a. aenescens
- C. a. palauensis